# Daniel Suarez
Pour les articles homonymes, voir Suarez.
Œuvres principales
- Influx
- Série Daemon

Daniel Suarez, né le 21 décembre 1964 à Somerville dans le New Jersey, est un consultant en technologie de l'information et écrivain américain. Initialement, il a publié sous le pseudonyme Leinad Zeraus.
Sa première publication Daemon, fut auto-publiée en 2006 puis relancée par la maison d'édition Dutton en 2009.
The Wall Street Journal rapporte que Walter F. Parkes, producteur du film WarGames en 1983, a obtenu les droits d'adaptation du livre Daemon avec Paramount Pictures.
À la conférence TED de 2013 à Édimbourg, il est intervenu pour dénoncer les dangers que fait peser l'émergence des robots-tueurs autonomes associés au big data.

## Œuvres

### SérieDaemon
1. Daemon, Fleuve noir, 2010 ((en) Daemon, 2006)
2. FreedomTM, Fleuve noir, 2011 ((en) FreedomTM, 2010)

### SérieDelta-v
1. (en) Delta-v, 2019
2. (en) Critical Mass, 2023Prix Prometheus 2024

### Romans indépendants
- (en) Kill Decision, 2012
- (en) Influx, 2014Prix Prometheus 2015
- (en) Change Agent, 2017